# El Porvenir, Juchique de Ferrer
El Porvenir är en ort i Mexiko.   Den ligger i kommunen Juchique de Ferrer och delstaten Veracruz, i den sydöstra delen av landet, 260 km öster om huvudstaden Mexico City. El Porvenir ligger 762 meter över havet och antalet invånare är 199.
Terrängen runt El Porvenir är kuperad åt nordost, men åt sydväst är den bergig. Runt El Porvenir är det ganska tätbefolkat, med 75 invånare per kvadratkilometer. Närmaste större samhälle är Plan de las Hayas, 3,7 km söder om El Porvenir. I omgivningarna runt El Porvenir växer i huvudsak städsegrön lövskog.